# Arum cylindraceum
Arum cylindraceum é uma espécie de planta com flor pertencente à família Araceae. 
A autoridade científica da espécie é Gasp., tendo sido publicada em Florae Siculae Prodromus 2(2): 597. 1844.

## Portugal
Trata-se de uma espécie presente no território português, nomeadamente em Portugal Continental.
Em termos de naturalidade é natural da região atrás referida.

## Protecção
Não se encontra protegida por legislação portuguesa ou da Comunidade Europeia.